# 豊島区立富士見台小学校
豊島区立富士見台小学校（としまくりつ ふじみだいしょうがっこう）は、東京都豊島区南長崎1丁目にある公立小学校。

## 沿革
出典
- 1950年（昭和25年）
  - 4月 - 設置認可。
  - 7月 - 校章制定。
  - 9月 - 新校舎完成。
  - 11月 - 入学式挙行。
- 1958年（昭和33年）7月 - プール落成式挙行。
- 1959年（昭和34年）11月 - 創立10周年記念式典挙行。校歌制定。
- 1969年（昭和44年） - この年から1975年（昭和50年）まで、第1次から第3次にわたり、 新鉄筋校舎竣工。
- 1984年（昭和59年）9月 - 校庭サーファム化完成。
- 1995年（平成7年）5月 - 青少年赤十字（JRC）加盟。
- 2000年（平成12年）12月 - 創立50周年記念式典挙行。
- 2002年（平成14年）3月 - プール改修。
- 2003年（平成15年）9月 - 校庭サーファムを一部改修。
- 2004年（平成16年）9月 - 体育館と校舎一部の耐震工事実施（一年次）。
- 2005年（平成17年）
  - 9月 - 耐震工事（二年次）外壁塗装工事実施。
  - 11月 - 創立55周年記念式典挙行。
- 2007年（平成19年）8月 - 校庭舗装改修工事実施。
- 2009年（平成21年）12月 - 正門改修と特別支援教室開設。
- 2010年（平成22年）1月 - 創立60周年記念式典挙行。
- 2011年（平成23年）3月 - 給食室・理科室を改修。特別支援教室冷房化。
- 2016年（平成28年）3月 - プール改修工事完了。
- 2017年（平成29年）4月 - オリンピック・パラリンピック教育アワード校に認定。
- 2018年（平成30年）
  - 2月 - 校舎外壁・かがやきルーム・トイレ等を改修。同月、区研究奨励校（オリパラ教育）。
  - 4月 - オリンピック・パラリンピック教育アワード校に認定（2回目）。
  - 11月 - 体育館外壁・保健室・トイレ等を改修。
- 2020年（令和2年）11月 - 創立70周年記念式典挙行。
- 2022年（令和4年）1月 - 図書館と家庭科室の改修工事完了。新図書館と新家庭科室がオープン。

## 通学区域
出典
- 南長崎1丁目（全域）
- 南長崎2丁目（全域）
- 目白4丁目（5番～14番・26番～31番）
- 目白5丁目（全域）

## 進学先中学校
出典
- 豊島区立西池袋中学校

## 周辺
- 東京都道317号環状六号線
- 首都高速道路中央環状線
  - 本校付近に出入口は無い。
- 椎名町公園
- 西武鉄道池袋線椎名町駅
  - このほか、学校周辺には、マンションアパートなども点在する。

## アクセス
- 国際興業バス池11系統で、「椎名町駅南口」バス停より、
  - のりば2（池袋駅西口行）から、徒歩約180m・約3分。
  - のりば1（中野駅行）から、徒歩約480m・約8分。
    - なお、「椎名町駅南口」バス停のりば1から、学校敷地まで直線距離では約160mと近いが、環六通りに横断歩道が無く、南側にある歩道橋を移動しなければならないため、遠回りとなる。
- 西武鉄道池袋線椎名町駅から、徒歩約355m・約5分。